# Partido al-Nour
El Partido Al-Nour (en árabe: حزب النور, Hizb Al‑Nūr "Partido de la luz") es un partido político egipcio que se estableció después de la revolución del 25 de enero de 2011. Su líder actual es Younes Majioun. El partido tiene una tendencia salafista islámica ultra-conservadora. La Llamada Salafista lo describe como su único brazo político.El partido tiene como objetivo defender la aplicación de la Sharía islámica.Ha habido varios intentos de disolver el partido por la vía judicial. Una demanda para disolver el partido se presentó ante el Juzgado de Asuntos Urgentes de Alejandría, que el 26 de noviembre de 2014 desestimó la demanda alegando que el tribunal carecía de jurisdicción.

## Salafismo
La palabra "salafismo" (en árabe: السلفية, as-salafiyya) proviene de la palabra "salaf" (predecesor o ancestro) y hace referencia al término de السلف الصالح, salaf as-salih (ancestros piadosos), que designa a las tres primeras generaciones de musulmanes que estuvieron presentes en el nacimiento y en el desarrollo del islam.
El término «salaf» se corresponde con la obra de los principales estudiosos del islam de la época inmediatamente posterior a la muerte del profeta Mahoma.
El concepto de Salaf as-salih designa al profeta Mahoma y a sus compañeros (en árabe الصحابة, as-sahaba) así como a las dos generaciones siguientes: los seguidores (tabi'in), y los seguidores de estos seguidores (tabi' at-tabi'in).Históricamente, el salafismo hunde sus raíces en el movimiento tradicionalista de Ahl-el hadith entre los siglos VIII y IX y en el hanbalismo. El credo salafista es producto del aporte de teólogos como Ibn Hanbal, Ahmad Ibn Taimiyya y Muhammad ibn Abd-al-Wahab, considerados como los padres fundadores del salafismo. El salafismo es un movimiento de reforma elaborado principalmente por figuras reformistas como Jamal al-Din al-Afghani, Muhammad Abduh y Rashid Rida entre principios del siglo XIX y principios del siglo XX en el contexto de modernización de Egipto.
La Llamada Salafista nace en la década de 1970 y se organiza en la de 1980. Sus seguidores se multiplicaron y eran conocidos en los círculos islamistas y los medios de comunicación como los "salafistas de Alejandría". Tras la revolución, dan su salto a la política creando el Partido al-Nour (luz), segundo más votado en las parlamentarias.
El salafismo es una escuela de pensamiento dentro del islam suní que reclama el retorno de los creyentes musulmanes a las prácticas auténticas tal y como se ejercían en la edad de Oro del Islam. Implica una vuelta a las fuentes, a los fundamentos originales, y una revisión del considerado “islam deformado” y de las tradiciones posteriores que, a juicio de los salafistas, han desvirtuado la naturaleza y la aplicación de la Sharía . Esta revisión se aplicaría a toda la interpretación de las generaciones anteriores y posteriores.
El actual salafismo es fruto de un fenómeno eminentemente político: la remodelación del mundo islámico a raíz del reparto colonial consumado con la Primera Guerra Mundial.

## Las diferentes tendencias delsalafismocontemporáneo

### Salafismo quietista
Los «Salafistas puristas»: rechazan la licitud de toda intervención política tanto como la yihad, preconizan un retorno al islam de los salaf a través de un discurso político basado únicamente en lo religioso. Pues ellos consideran que la consecución de una sociedad verdaderamente islámica es prioritaria y previa a la del auténtico Estado islámico.
Esta corriente 
se desarrolló por parte de antiguos estudiantes de universidades y centros de formación islámica de Yemen, Jordania y Arabia Saudita, se inspira de la teoría del sheij Muhammed Naser al-Din al-Albani, por una parte, purificar la religión de las "innovaciones" que la alejan para volver a la religión transmitida por el profeta y, por otra parte, educar a los musulmanes con esta fe purificada para que abandonen las prácticas religiosas anteriores.

### Salafismo político
El "Salafismo político" se organiza en movimientos, asociaciones, sindicatos y partidos para participar activamente en la política. Los salafistas políticos se les conoce en los círculos salafistas coño harakis (de haraka, “movimiento”, en referencia a al haraka al-islamiya o “islamismo”). Su propuesta es de una reislamización de arriba abajo, y su radio de actuación, partiendo del activismo comunitario, atraviesa la política de manera crítica y en dialéctica con los regímenes a los que pretende transformar desde dentro.

### Salafismo yihadista
El "Salafismo yihadista» reivindica el retorno al islam original a través de una acción armada. se caracteriza por situar a la yihad en el centro de la creencia religiosa considerando que cualquier musulmán está autorizado a pronunciar una yihad obligatoria e individual. Esta forma de salafismo yihadista se encarna en Al-Qaeda, es una de las manifestaciones más importantes del salafismo yihadista contemporáneo. Esta organización ha llevado a cabo muchas operaciones militares dentro y fuera de los países árabes.
Los salafistas yihadistas no solo han protagonizado la marcha general del islamismo en los últimos años, sino que también han condicionado el debate ideológico con las otras dos corrientes salafistas, al situar la discusión sobre el takfir, la anatematización por incumplir con el islam, en el centro del universo salafista.

## La revolución del 25 de enero de 2011
La revolución de enero de 2011 supuso un claro punto de inflexión en la historia política egipcia, dando paso a una serie de acontecimientos y cambios políticos que no se habían observado en la historia recientes del país. Como símbolo de la revolución se tomó la plaza Tahrir –“Liberación”, en castellano-, del Cairo. A partir del 25 de enero, conocido como يوم الغضب(«día de la ira»), miles de egipcios se concentraron durante 18 díasen el lugar para pedir la derogación del estado de excepción y la caída del régimen despóticode Hosni Mubarak bajo el lema claro y directo de «الشعب يريد إسقاط النظام» (El pueblo quiere la caída del régimen). Tras 18 días desde inicio de las protestas, Mubarak dimitió el viernes 11 de febrero de 2011.

## Fundación y escisión del Partido “Al watan”
En las elecciones parlamentarias de 2011–2012, el Bloque Islamista, liderado por el Partido al-Nour, obtuvo 127 escaños Esto colocó al bloque en la segunda fuerza política de Egipto, tras el Partido Libertad y Justicia de la Hermandad Musulmana. De los 127 escaños obtenidos por el Bloque Islamista 112 correspondían al Partido al-Nour y en coalición con otros dos partidos salafistas –Al Asala (“Autenticidad”) y Al Biná wa-Tanmiya (“Construcción y Crecimiento”)– sumaron el 28% de los votos.
El partido fue sometido a una grave crisis de liderazgo entre dos grupos. A pesar de los intentos de poner fin a la disputa,reconciliar a ambas partes, y renovar la confianza en el liderazgo de Imad Eddin Abdel Ghafour, las disputas pronto se renovaron y el líder del partido dimitió el 25 de diciembre de 2012. También otras personalidades principales abandonaron el partido. Se anunció la creación de un nuevo partido llamado Partido Al Watan el 1 de enero de 2013, mientras que la Asamblea General del Partido Al-Nour eligió a Younes Makhioun como el líder del partido el 9 de enero de 2013, para suceder a Abdel Ghafour.

## Manifestaciones del 30 de junio y el golpe de Estado de 2013
El Partido Al-Nour se negó a participar en las manifestaciones convocadas por la oposición contra el presidente Mohamed Morsi el 30 de junio de 2013, también rechazó participar en las manifestaciones convocadas por los partidarios del presidente. El partido había anunciado antes de las manifestaciones detractoras que la legitimidad de Morsi era un "línea roja" y reclamó la finalización de su mandato presidencial. Sin embargo, cambióde postura y llamó al presidente el 2 de julio para elecciones presidenciales anticipadas.
Por último, el partido apoyó la hoja de ruta anunciada por el ministro de Defensa Abdel Fattah al Sisi y la destitución de Morsi. El partido contó con el vicepresidente Bassam alZarqa como su representante en el comité de 50 miembros encargado de enmendar la constitución de 2012. Este último, empujó a sus seguidores a votar por el - «sí»- en el referéndum constitucional de enero de 2014. La medida contrasta con las posiciones de otros partidos islamistas. Para el líder salafista Makhioun,«la prioridad es estabilizar el país», dijo en referencia a los islamistas que protestaban en las calles contra el gobierno provisional y la Constitución.

## Programa del Partido
El Partido Al-Nour tiene como objetivo superar las dificultades, desafíos y obstáculos que hicieron que la nación estuviera atrasada varias décadas. Sus prioridades son:
La lucha contra la corrupción política.
La lucha contra la corrupción económica.
La lucha contra la corrupción de cuerpos de seguridad.
Su programa subraya que la religión del estado es el islam, que el árabe es el idioma oficial del país, y que la Sharía islámica es la principal fuente de legislación. Para el partido, la identidad egipcia está ligada a la identidad árabe islámica dado que es el islam la religión de la mayoría de egipcios.

## Líderes
Imad Abdel Ghafour: del 12 de mayo de 2011 al 25 de diciembre de 2012.
Younes Makhioun: desde el 9 de enero de 2013 hasta la actualidad.
Durante el periodo del 25 de diciembre de 2012 hasta el 9 de enero de 2013, la presidencia del partido estuvo vacante.